# سیمون دو بووار
سیمونی دو بووُار (به فرانسوی: Simone de Beauvoir)‏ (۹ ژانویه ۱۹۰۸ – ۱۴ آوریل ۱۹۸۶) با نام اصلی سیمونی لوسی ارنستین ماری برتراند دو بووار فیلسوف، نویسنده،  زن فمینیست و اگزیستانسیالیست فرانسوی بود که در ۹ ژانویه ۱۹۰۸ در پاریس در خانواده‌ای بورژوا به دنیا آمد.

## سال‌های اولیه

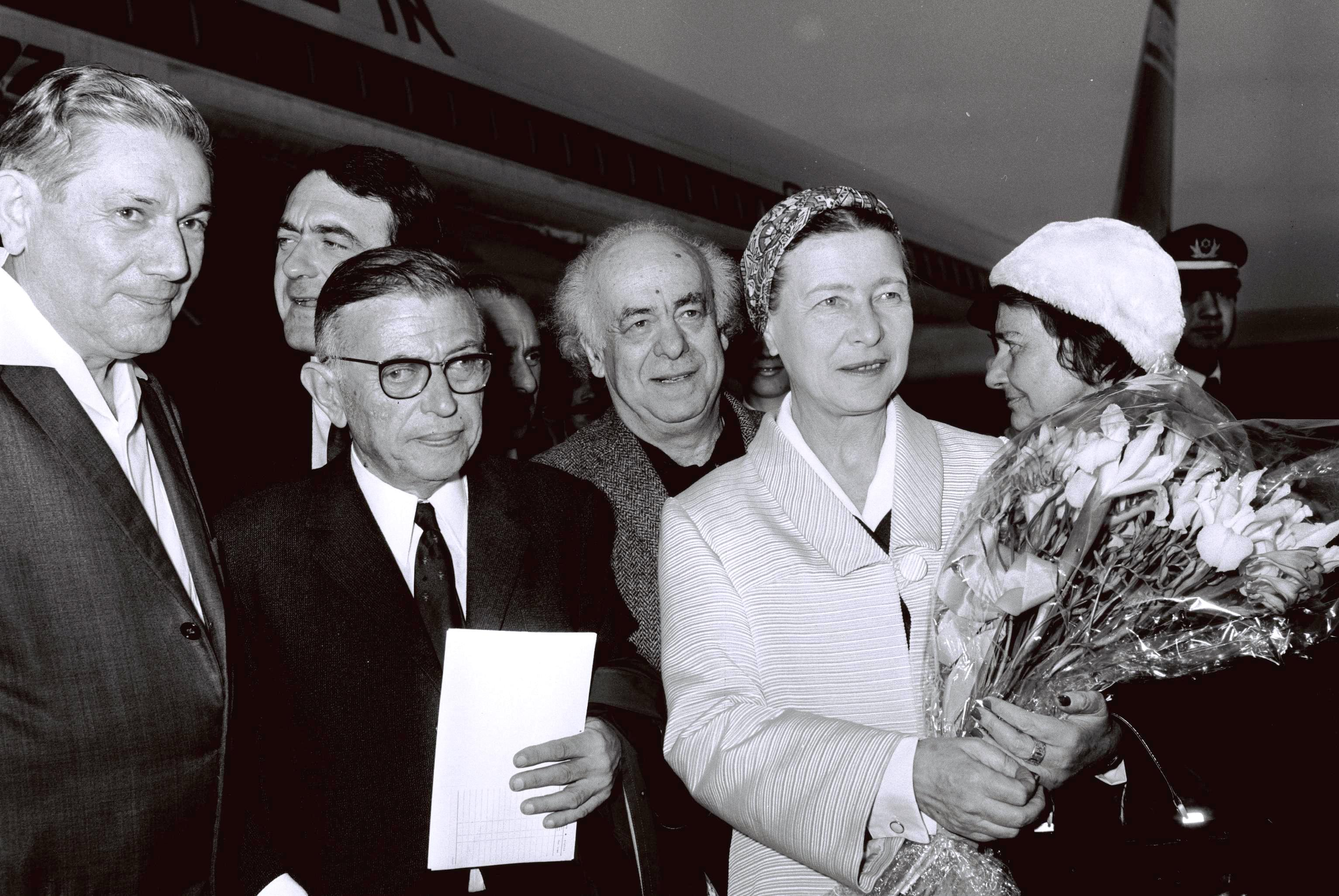
سیمونی دو بووار

بووار در یک خانوادهٔ بورژوای کاتولیک به دنیا آمد و پس از گذراندن امتحانات دورهٔ لیسانس ریاضیات و فلسفه، به تحصیل ریاضیات در Institut Catholique و زبان و ادبیات در مؤسسهٔ سنت‌مارین و پس از آن فلسفه در دانشگاه سوربن پرداخت. وی در حلقهٔ فلسفی دوستانه گروهی از دانشجویان مدرسهٔ اکول نورمال پاریس عضو بود که ژان پل سارتر نیز در آن عضویت داشت ولی خود بووار دانشجوی این مدرسه نبود. با وجود آنکه زنان در آن دوره کمتر به تدریس فلسفه می‌پرداختند، او تصمیم گرفت مدرس فلسفه شود و در آزمونی که به این منظور گذراند، با ژان پل سارتر آشنا شد. بووار و سارتر هر دو در ۱۹۲۹ در این آزمون شرکت کردند، سارتر رتبهٔ اول و بووار رتبهٔ دوم را کسب کرد. با وجود این، بووار صاحب عنوان جوان‌ترین پذیرفته‌شدهٔ این آزمون تا آن زمان شد.
بووار به عنوان مادر فمینیسم ِ بعد از ۱۹۶۸ شناخته می‌شود. معروف‌ترین اثر وی جنس دوم (عنوان اصلی: Le Deuxième Sexe) نام دارد که در سال ۱۹۴۹ نوشته شده است. این کتاب به تفصیل به تجزیه و تحلیل ستمی که در طول تاریخ به جنس زن شده است می‌پردازد. پس از آنکه این کتاب چند سال پس از چاپ فرانسه، به انگلیسی ترجمه و در آمریکا منتشر شد، به عنوان مانیفست فمینیسم شناخته شد.

## مانیفست ۳۴۳
مانیفست ۳۴۳ بیانیه‌ای بود که در سال ۱۹۷۱ میلادی ۳۴۳ زن فرانسوی امضاء کردند و به انجام سقط جنین در زندگی خویش اقرار کردند و در نتیجه، خود را در معرض خطر پی‌گرد قضایی قرار دادند. متن این مانیفست توسط سیمون دو بووار نوشته شده بود و زنان سرشناسی نیز آن را امضاء کرده بودند. بیانیه در نشریه فرانسوی نوول ابسرواتور در تاریخ ۵ آوریل ۱۹۷۱ منتشر شد.
متن بیانیه سیمون دو بووار این‌طور آغاز می‌شد:

«یک میلیون زن هر ساله در فرانسه سقط جنین انجام می‌دهند. محکوم به پنهان‌کاری، خود را در شرایط خطرناک قرار می‌دهند، در حالی که این عمل تحت نظارت پزشکی یکی از ساده‌ترین عمل‌ها است. این زنان در حجاب سکوت فرو می‌روند. من اعلام می‌کنم یکی از آنها هستم. من سقط جنین انجام داده‌ام.
ما همان‌طور که خواستار دسترسی آزاد به کنترل موالید هستیم، خواستار آزادیِ سقط جنین هستیم.»

## جنس دوم
در کتاب جنس دوم، سیمون دو بووار استدلال‌های خود را از طریق اگزیستانسیالیسمی فمینیستی بیان می‌کند. بووار به‌عنوان یک اگزیستانسیالیست باور داشت که بودن مقدم بر ماهیت است. وی به‌همین منوال استنباط می‌کند که یک انسان زن زاده نمی‌شود، بلکه تبدیل به زن می‌شود، چرا دختران از اوان کودکی، نقش‌های فرهنگی معینی را می‌پذیرند. تز کلی کتاب، نشان‌دادن آن است که چگونه زنان به وسیلهٔ تاریخ و افسانه‌هایی تعریف و محدود شده‌اند که آن‌ها را در جایگاهی پایین‌تر قرار می‌دهد. به باور بووار، تاریخ فرهنگی مانع از آن شده است که زنان آزادی خود را درک و بر اساس آن عمل کنند، اما آن‌ها می‌توانند با نفی این افسانه‌های فرهنگی، خود را بازتعریف کنند. در مقابل، تا زمانی که زنان به مردان و سنت‌های فرهنگی اجازه دهند تا چیستی آنان را تعریف کنند، آزاد نخواهند بود. بووار استدلال‌های زیست‌شناختی، روانشناختی، و ماده‌گرایانه را، برای تبیین دسته‌ای از ویژگی‌های رفتاری زنان که از کنترل فرهنگ خارج است، نفی می‌کند.
بووار دلیل می‌آورد که در طول تاریخ، زنان همیشه به عنوان انحراف و نابهنجاری شمرده شده‌اند. حتی مری ولستونکرفت مردها را به‌عنوان ایده‌آلی که زن‌ها آرزوی رسیدن به آن را دارند به‌حساب می‌آورد. در کتاب جنس دوم بووار می‌گوید که این طرز فکر با ادعای این‌که زنان در برابر مردان، «نابهنجار» در مقابل «هنجار» و «منحرف» در مقابل «طبیعی» هستند، جلوی پیش‌روی زنان را گرفته است. به عقیدهٔ وی برای آن‌که فمینیسم بتواند به جلو حرکت کند این برداشت باید از بین برود. در این‌صورت زنان درست به‌اندازهٔ مردان قادر به پیشرفت هستند.
بووار استدلال می‌کند که زنان، همواره «دیگری» مردان به حساب آورده شده‌اند، و چنین ادراکی را در هویت خود درونی ساخته‌اند؛ بنابراین مردان کنش‌گرا، و زنان کنش‌پذیر هستند. بووار بر این باور است که با وجود ساختارهای فرهنگی موجود (همچون ازدواج، مادری، روابط زن-مرد) زنان، بختی برای آزادی یا برابری ندارند. با وجود این، بووار خوش‌بین بود و عقیده داشت زنان می‌توانند زمینهٔ آزادی خود را فراهم کنند. آن‌ها می‌توانند افسانه‌های فرهنگی را به چالش بکشند، می‌توانند استقلال اقتصادی بیشتری را تجربه کنند و بر تصور اشتباه پایین‌دست‌بودنشان در هنر و ادبیات فائق آیند. مهم‌تر آنکه، آنان می‌توانند رابطهٔ برابری را با مردان تجربه کنند. او نوشت «اگر روزی فرا برسد که زن، نه از سر ضعف، که با قدرت عشق بورزد… دوست‌داشتن برای او نیز، همچون مرد، سرچشمهٔ زندگی خواهد بود و نه خطری مرگ‌بار.»

## زندگی شخصی

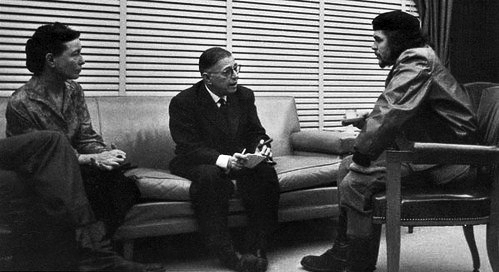
دیدار سارتر و بووار با چگوارا در سال ١٩۶٠

سارتر و بووار رابطهٔ عاطفی پیچیده‌ای داشتند و با وجود تنش‌های پیاپی و روابط عاطفی متعدد، این دو در تمام عمر دوستانی جداناپذیر باقی‌ماندند، اما ارتباط آن‌ها، برخلاف روابط مرسوم جامعه، شامل وفاداری و تک‌همسری نبود. بووار که دوجنس‌گرا بود با دختران دانش‌آموز دبیرستانی ارتباط برقرار می‌کرد و به همین دلیل در سال ۱۹۴۳ با شکایت پدر و مادر چند دختر از جمله ناتالی سوروکین پرونده تدریس او در کل فرانسه تعلیق شد. در جریان این روابط دخترانی مثل ناتالی سوروکین، وندا کساکیویکز و بیانکا لمبلین به شدت آسیب دیدند. بووار بعداً تلاش کرد با پیش بردن یک تلاش حقوقی برای رسمیت دادن به حق افراد زیر ۱۸ سال برای داشتن رابطه با افراد مسن تر، این رابطه را قانونی کند و از اتهام ارتباط با افراد زیر ۱۸ سال رها شود. نویسنده آمریکایی نلسون آلگرن که سال‌ها با بووار ارتباط داشت پس از اینکه او شرح سفرها و ارتباطات جنسی آن دو را در کتاب ماندارین‌ها آورد، به شدت خشمگین شد. بووار در اواخر دهه ۱۹۴۰ به کلبهٔ آلگرن در ایندیانا رفت و مدتی بعد در سال ۱۹۴۹ آنها به اتفاق به آمریکای لاتین رفتند. آلگرن در مقاله‌ای که بعداً در مورد سفر سارتر و بووار به شمال آفریقا نوشت گفت «دوبووار و سارتر بیش از یک فاحشه و جاکش از مردم سوء استفاده می‌کنند». نامه‌های آلگرن و بووار به هم نشان می‌دهند که بووار در مدت زیادی در زمان جنگ دوم جهانی و بعد از آن از آلگرن پول و کالا می‌گرفته است.

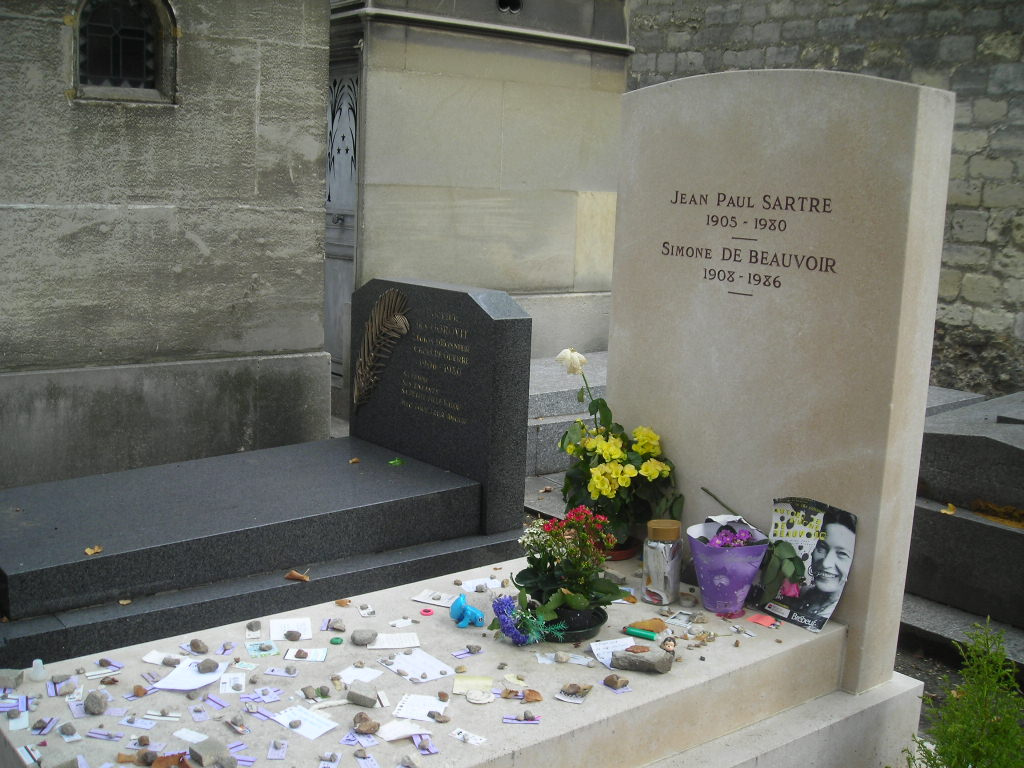
آرامگاه سارتر و بووار

## مرگ
سیمون دو بووار در ۱۴ آوریل، ۱۹۸۶ در ۷۸ سالگی به دلیل سینه‌پهلو (ذات‌الریه) از دنیا رفت. وی در کنار ژان پل سارتر در گورستان مونپارناس به خاک سپرده شده است.

## برخی از آثار
- ۱۹۴۳ مهمان
- ۱۹۴۵ خون دیگران
- ۱۹۴۶ همه می‌میرند
- ۱۹۴۹ جنس دوم
- ۱۹۵۴ ماندارین‌ها ترجمه پرویز شهدی نشر دنیای نو. این کتاب در لیست روزنامه گاردین (۱۰۰۰ رمان که هر شخص باید بخواند) قرار دارد.
- ۱۹۵۸ خاطرات یک دختر مطیع
- ۱۹۶۴ مرگی بسیار آرام
- ۱۹۶۶ تصاویر زیبا
- ۱۹۶۷ زن وانهاده
- ۱۹۷۰ کهنسالی (Old Age)
- ۱۹۸۴ مراسم وداع